# Penthée
Penthée (título original en francés; en español, Penteo) es una ópera en cinco actos con música de Felipe II de Orleans y libreto en francés del marqués de La Fare, basada en la historia de Penteo, del tercer libro de las Metamorfosis de Ovidio, representada en la gran sala del Palais Royal, el 16 de julio de 1705, en presencia del rey. Es probable que los ensayos privados o actuaciones comenzaran en 1703. Se supone que C. H. Gervais colaboró en la composición. El regente se entrevistó con André Campra para que el músico diera su opinión sobre la ópera antes del estreno.
Penthée fue representada por segunda vez el 8 de mayo de 1706 ante el Delfín y la princesa de Conti. Se conserva un manuscrito en la Biblioteca de Antoine-René de Voyer d'Argenson de Paulmy, y otro en la Bibliothèque de l'Arsenal. Este último manuscrito indica que el duque de Orleans obtuvo un permiso para imprimir la partitura.